# Џулијан Главер
Сер  Џулијан Главер  (енгл. Julian Wyatt Glover; Хемпстид, Лондон; 27. март 1935. године), добитник награде Лоренс Оливије, енглески је глумац, са много остварених позоришних, телевизијских и филмских улога, од почетка каријере педесетих година прошлог века.

## Каријера
Главер је много пута у позоришној каријери наступао за Краљевску Шекспирову компанију. У филмској каријери често је играо улоге негативаца. Његове филмске улоге укључују улогу генерала Максимилиана Веерса у филму Империја узвраћа ударац, Аристотела Кристатоса у Џејмс Бонд филму Само за твоје очи, Волтера Донована у Индијана Џоунс и последњи крсташки поход и Брајана Харкурта-Смита у Четвртом протоколу. Он је такође позајмио глас огромном пауку Арагогу у филму Хари Потер и дворана тајни. Главер се често појављује и на телевизији, посебно у Британији, укључујући гостовања у култним серијама као што су Осветници, Светац, Доктор Ху, Блејкових 7 и Ремингтон Стил. Од 2011. до 2016. године одиграо је епизодну улогу Гранд Мастер Пицела у Игри престола канала ХБО, а јануара 2013. појавио се као генерал Бовијер у ББЦ-ој драми Варшавски шпијуни. Отац је глумца Џејмија Гловера.

## Филмографија
| Улоге Џулијана Главера |                                                      |                     |                          |                                   |
| Година                 | Српски назив                                         | Изворни назив       | Улога                    | Напомена                          |
| 1963                   | Том Џоунс                                            |                     | поручник Нортертон       |                                   |
| 1967                   |                                                      |                     | пуковник Брин            |                                   |
| 1968                   |                                                      |                     | Антон                    |                                   |
| 1972                   |                                                      |                     | Прокулеус                | режија Чарлтон Хестон             |
| 1973                   |                                                      |                     | Витез                    | по биографској драми Џона Озборна |
| 1974                   |                                                      |                     | командир Мардер          |                                   |
| 1980                   | Звездани ратови — епизода V: Империја узвраћа ударац |                     | генерал Максимилиан Вирс |                                   |
| 1981                   | Само за твоје очи                                    |                     | Аристотел Кристатос      |                                   |
| 1987                   |                                                      |                     | Брајан Харкур Смит       |                                   |
| 1989                   | Индијана Џоунс и последњи крсташки поход             |                     | Волтер Донован           |                                   |
| 1991                   | Краљ Ралф                                            |                     | Краљ Густав              |                                   |
| 2000                   | Вател                                                | Vatel               | Луј II Бурбон од Кондеа  |                                   |
| 2002                   | Хари Потер и дворана тајни                           |                     | Арагог                   | глас                              |
| 2004                   | Троја                                                | Troy                | Триопас                  |                                   |
| 2006                   | Ударна вест                                          | Scoop               | лорд Лајман              |                                   |
| 2008                   | Огледала                                             | Mirrors             | Роберт Есекер            |                                   |
| 2009                   | Млада Викторија                                      | The Young Victoria  | војвода од Велингтона    |                                   |
| 2009                   | Принцеза Каиулани                                    | Princess Kaiulani   | Теофилус Харис Дејвис    |                                   |
| 2013                   | Варшавски шпијуни                                    | The Spies of Warsaw | генерал Бовијер          | ТВ мини - серија                  |
| 2016                   |                                                      | Brash Young Turks   | Лу Хартман               |                                   |
| 2022                   | Тар                                                  |                     | Андрис Дејвис            |                                   |